# Cross the line

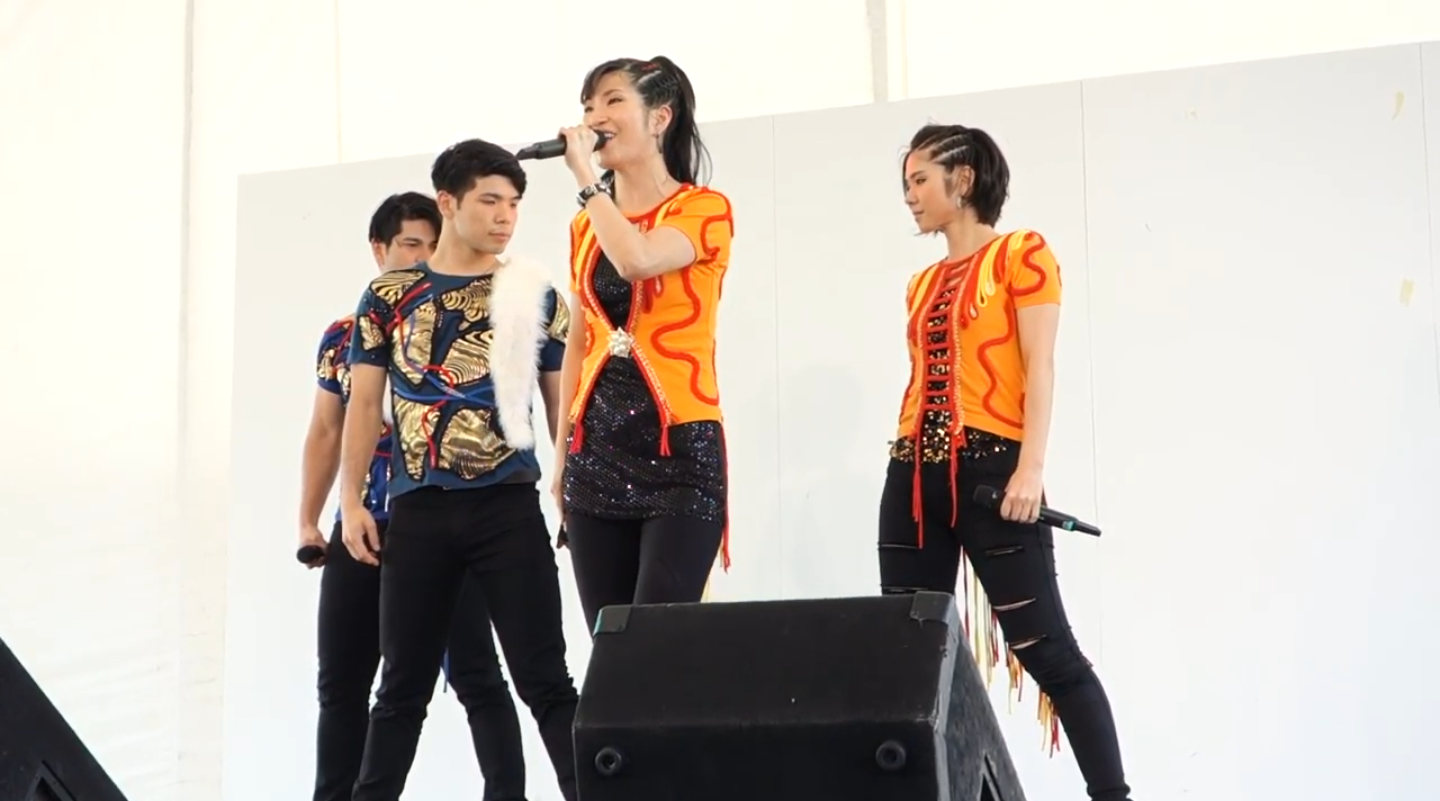
cross the lineのMVにて
着用された衣装
イベント：第44回 那覇ハーリー
参加日：2018年5月3・5日

「cross the line」（クロス ザ ライン）は、AKINO with bless4の7作目のシングル。2016年11月9日にFlyingDogから発売された。

## 録音
表題曲「cross the line」のレコーディングについて、AKINOの実兄・AKASHI（bless4メンバー）は、「普段はレコーディングする前に一旦AKINOの歌を聴いて、アドバイスをしてあげることが多かったんですよ。AKINOはコブシをめちゃくちゃ効かせたり、フェイクを入れたりする癖があって、もちろんそれがハマるときは素晴らしい歌になるんですけど、時にはもっとシンプルに歌ったほうがいいケースもあるので。でも、今回はそういうアドバイスは一切なしで、歌はAKINOに全部任せました。AKINOが成長したということですよね。自分1人の力で曲を解釈して、そのイメージや雰囲気を生かすことを考えて歌えるようになったんだと思います」と評した。

## 音楽性
表題曲「cross the line」は、テレビアニメ『終末のイゼッタ』のOPテーマとして採用された。
AKINO with bless4としては新機軸となるメタルサウンドなメロディにAKINOのパワフルなボーカルが融合した楽曲となっている。衣装はダークな物を採用しており、全体的にこれまでのAKINO with bless4とは異なる雰囲気となっている。
AKINOは音楽ナタリーのインタビューで、「すごくハードな曲にもかかわらず、サビの歌詞では〈笑顔〉等、けっこう可愛らしい優しい言葉も入っていて、そのギャップもすごく面白いんですよね。人生の中で暗くなったり落ち込んだりするときもあるんですけど、そういう時こそ笑顔は必須だし、笑顔になることで気持ちも変わるんだなって思い出すことができました」とコメントしている。
2番のサビの歌詞、「生きたいって細胞が叫ぶ」という箇所がAKINOのお気に入りだという。
c/w曲「I Got This」はモーターレースをイメージした楽曲に仕上がっており、bless4のKANASAが作詞を担当している。この楽曲のレコーディング数日前にAKINOが風邪をひいてしまい、本番まで声が出せなかったという。AKINOいわく、「デモを何回も聴いてイメージ・トレーニングはしていたんですけど、いざ本番で初めて思い切り声を出したら、自分が想像してたよりかなりふらついた不安定な声だったんですよ。「こんな声じゃなかったのに！」って。だからすごくショックで…。一瞬ダウンしかけたんですけど、歌詞を見るとサビの最後に「I Got This!」って書いてあるんですね。それを読んでいるうちに、私もここで負けられないと思って。「I Got This... I Got This... I Got This... I Got This!!!」みたいな（笑）。お姉ちゃんの歌詞に助けられました。そうやって念じてるうちに声もだんだん綺麗に出るようになっていって、レコーディング終盤はすごく楽しんで歌うことができました。だから、ホントに気持ちって大事だなって思いました」とインタビューで語っている。
本作はノンタイアップ曲であったが、川満アート・テイメント公式YouTube番組『KAT-TV』内の「AKINO 15th ドキュメンタリー」Vol.5 挿入歌として使用された。

## リリース
本作は2016年11月9日にFlyingDogから発売された。前作「Golden Life/OVERNIGHT REVOLUTION」から10ヶ月ぶりのシングル。今作も前回同様〈AKINO with bless4〉名義でのリリースとなった。

## プロモーション・マーケティング
本作の発売を記念して、アニメ・ゲーム系情報番組『アニゲー☆イレブン!』にbless4メンバーと共に出演（第57回）。表題曲「cross the line」を番組内で披露した。

## アートワーク／パッケージ
ジャケットイラストは永田亜美が担当。主人公のイゼッタとオルトフィーネ・フリーレリカ・フォン・エイルシュタットが描かれている。

## 評価
CDジャーナルは、「力強く爽快な歌唱と疾走感あるメロディに圧倒される1曲」「ソウルフルなヴォーカルの爽快感あふれるハードなロック・チューンに仕上がっている」と評した。

## ミュージックビデオ
2016年9月10日、YouTubeで本作のShort Verが公開される。ロック調な曲にAKINOが慣れておらず、MV撮影中にどこでダンスを入れるか苦戦したという。また、楽曲制作には青山英樹、IKUO等、豪華メンバーが携わっており、MVにもバック演奏で出演している。
同年10月8日にはAKINO with bless4による楽曲紹介動画が公開された。
| 公開日        | 外部映像リンク     | 公開元    |
| ------------- | ------------------ | --------- |
| 2016年10月8日 | 「cross the line」 | FlyingDog |

## チャート成績

### チャート
| チャート                      | 最高位 |
| ----------------------------- | ------ |
| オリコン（週間）              | 52位   |
| Billboard JAPAN HOT 100       | 50位   |
| Billboard Japan Hot Animation | 13位   |

### ランキング
| ランキング                                             | 最高位 |
| ------------------------------------------------------ | ------ |
| アキバ総研「あにぽた」OPテーマ人気投票【2016秋アニメ】 | 10位   |

## シングル収録曲
シングルCD
| #         | タイトル                           | 作詞       | 作曲      | 編曲      | 時間  |
| --------- | ---------------------------------- | ---------- | --------- | --------- | ----- |
| 1.        | 「cross the line」                 | 山本メーコ | IKUO      | IKUO      | 4:16  |
| 2.        | 「I Got This」                     | KANASA     | 鴇沢直    | 鴇沢直    | 4:47  |
| 3.        | 「cross the line（Instrumental）」 |            |           |           | 4:16  |
| 4.        | 「I Got This（Instrumental）」     |            |           |           | 4:47  |
| 合計時間: | 合計時間:                          | 合計時間:  | 合計時間: | 合計時間: | 18:07 |

## メディアでの使用
| cross the line | テレビアニメ『終末のイゼッタ』OPテーマ |
| I Got This     | YouTube番組『KAT-TV』挿入歌            |

## 収録アルバム
| タイトル       | アルバム                 | 発売日        | 備考                 |
| -------------- | ------------------------ | ------------- | -------------------- |
| cross the line | 『your ears, our years』 | 2021年3月24日 | AKINO ベストアルバム |
| I Got This     | 『your ears, our years』 | 2021年3月24日 | AKINO ベストアルバム |

## スタッフ・クレジット

### STAFF
Performed by AKINO
- Producer：石川吉元（FlyingDog）
- Artist Management：YOSHI川満（川満アート・テイメント）
- Recording Coordinator : 荒井成美
- Promoter : 田尻カンナ（FlyingDog）
- Sales Promoter : 梅本薫（Victor）/ 山下宏（FlyingDog）
- Art Direction ＆ Design : 守矢努
- Photography : タカハシアキラ
- Hair ＆ Make up : 鈴木彩
- Art Coordination : 井之上伸也（OKNACK.inc.）
- Editorial Coordination : 藤田奈美

### 楽曲STAFF
01.「cross the line」
- Buss : IKUO
- Guitar：Leda
- Drums：青山英樹
- Strings : MIZ
- Computer Programming ＆ Keyboards : SHINGOMAN
- Recording & Mixing Engineer：原裕之
- Recording Engineer：加藤智明
- Assistant Engineer : 金子創姿
- Recording Coordinator : 井本光紀

02.「I Got This」
- Computer Programming ＆ Keyboards : 鴇沢直
- Guitar：山崎淳
- Recording & Mixing Engineer：小坂康太朗（MIXER'S LAB）

### MV STAFF
- Director & D.O.P︰野田智雄
- Lighting Director︰山盛修
- Production Designer︰小西加倫
- Production Manager︰波多野奨 / 渡邉蓉子 / 荒谷穂波
- Producer︰井之上伸也
- Hair & Make up︰鈴木彩
- Styling︰AKINO

### Choreographer
- KANASA from bless4[11]

## カバー
cross the line
- AmaLee -『Total Coverage Vol.3』（2017年6月26日）[注 2]